# Andreas Brandl
Andreas Brandl   (Holzolling, 28 d'agost de 1937) és un antic pilot de trial i enduro alemany. A començament dels anys 60 va ser un dels pioners del trial a Alemanya i al continent europeu, on es començava a escampar després de dècades de practicar-se només a les Illes Britàniques.

## Trajectòria esportiva
Pilotant la motocicleta alemanya Zündapp, equipada amb motor de dos temps, prengué part a les primeres edicions de la Challenge Henry Groutards (competició internacional antecessora del Campionat d'Europa) aconseguint-hi bons resultats, entre ells el subcampionat a l'edició de 1965. A banda, guanyà 5 campionats d'Alemanya consecutius en la categoria de 100 cc (1963-1967).
Practicà també l'enduro, formant part de l'equip de la RFA que guanyà el Trofeu als Sis Dies Internacionals d'Enduro de 1968, celebrats a Itàlia. Especialista en cilindrades petites, guanyà el Campionat d'Europa d'enduro els anys 1969 (75 cc), 1970 (75 cc), 1971 (50 cc), 1972 (75 cc) i 1973 (75 cc).
Com a pilot oficial de Zündapp formà part de l'equip de sis corredors de fàbrica que el 13 de maig de 1965 baté 6 rècords mundials de velocitat sobre asfalt al Circuit de Monza, a bord d'una motocicleta de 50 cc, participant activament en la consecució dels tres rècords en categoria "equip": 6 hores, 1.000 quilòmetres i 12 hores.

## Palmarès en trial
| Any          | Motocicleta  | Campionat d'Europa | Campionat d'Alemanya | Títols |
| ------------ | ------------ | ------------------ | -------------------- | ------ |
| 1963         | Zündapp      | -                  | 1r                   | 1      |
| 1964         | Zündapp      | 3r                 | 1r                   | 1      |
| 1965         | Zündapp      | 2n                 | 1r                   | 1      |
| 1966         | Zündapp      | 10è                | 1r                   | 1      |
| 1967         | Zündapp      | 3r                 | 1r                   | 1      |
| 1968         | Zündapp      | -                  |                      | -      |
| 1969         | Zündapp      | 22è                |                      | -      |
| Total títols | Total títols | 0                  | 5                    | 5      |

Notes
1. ↑  Al total de títols s'hi compten tots els campionats estatals o internacionals guanyats
2. ↑  Fins al 1967 el campionat s'anomenà "Challenge Henry Groutards" i a partir de 1968 va passar a anomenar-se Campionat d'Europa